# Hội chứng 3 chữ A
Hội chứng 3 chữ A hay Hội chứng AAA, còn được biết đến với tên hội chứng achalasia–addisonianism–alacrima hay hội chứng Allgrove, là một rối loạn bẩm sinh lặn tự phát. Trong hầu hết các trường hợp đều không có tiền sử gia đình. Hội chứng lần đầu tiên được xác định bởi Jeremy Allgrove và các đồng nghiệp vào năm 1978. Hội chứng này bao gồm achalasia, bệnh Addison (thiểu năng tuyến thượng thận nguyên phát và alacrima (thiếu nước mắt). Alacrima thường là biểu hiện sớm nhất. Đây là một rối loạn tiến triển có thể mất nhiều năm để phát triển tình trạng lâm sàng toàn diện.

## Biểu hiện
Các cá nhân bị ảnh hưởng bởi AAA bị suy tuyến thượng thận / Bệnh Addison do kháng ACTH, alacrima (không có dịch tiết nước mắt) và achalasia (thất bại của vòng sợi cơ, chẳng hạn như cơ thắt, để thư giãn) của cơ thắt thực quản tại cardia làm chậm thức ăn đi đến dạ dày và gây ra sự giãn nở của thực quản ngực. Cũng có thể có dấu hiệu rối loạn chức năng tự chủ với AAA, chẳng hạn như bất thường đồng tử, phản ứng bất thường với histamine trong da, đổ mồ hôi bất thường, hạ huyết áp thế đứng và rối loạn nhịp tim. Hạ đường huyết (lượng đường trong máu thấp) thường được đề cập như một dấu hiệu sớm. Rối loạn cũng có liên quan đến chậm phát triển tâm thần nhẹ.
Hội chứng rất thay đổi. Quản lý hiệu quả, các cá nhân bị ảnh hưởng có thể có tuổi thọ bình thường và sinh con.

## Nguyên nhân
Hội chứng 3 chữ A có liên quan đến đột biến gen  AAAS , mã hóa một loại protein được gọi là ALADIN (Rối loạn ALacrima Achalasia aDrenal Insufficiency Neurologic). Năm 2000, Huebner  và cs.  Đã ánh xạ hội chứng đến khoảng 6 cM trên nhiễm sắc thể 12q13 ở người gần cụm gen keratin loại II. Vì di truyền và gen liên kết đã được biết đến, chẩn đoán sớm có thể cho phép tư vấn di truyền.
ALADIN protein là một thành phần của phức hợp lỗ chân lông hạt nhân. ALADIN đột biến gây ra sự thất bại có chọn lọc của nhập khẩu protein hạt nhân và quá mẫn cảm với stress oxy hóa. ALADIN đột biến cũng làm giảm nhập khẩu nhân aprataxin, sửa chữa protein để phá vỡ chuỗi đơn DNA và DNA ligase I. Việc giảm protein sửa chữa DNA này có thể cho phép tích lũy thiệt hại DNA gây ra chết tế bào.
Nucleoporin ALADIN tham gia lắp ráp trục chính. ALADIN được sử dụng trong giai đoạn meogen cụ thể, bao gồm lắp ráp trục chính và định vị trục chính. Chuột cái đồng hợp tử null cho ALADIN là vô trùng.

## Chẩn đoán
Các tính năng sau của achalasia cardia được nhìn thấy. Trên tia X đơn giản, không có bóng khí cơ bản, trung thất mở rộng và mức chất lỏng không khí trong trung thất cũng được nhìn thấy. Điều tra tiêu chuẩn vàng là một hình học 24 giờ của thực quản. Nó cho thấy không thư giãn của cơ thắt thực quản dưới, tăng trương lực của cơ thắt thực quản, thực quản atonic. Dấu mỏ chim và dấu đuôi chuột có thể được đánh giá cao trên nuốt bari.